# Malenka perplexa
Malenka perplexa är en bäcksländeart som först beskrevs av Theodore Henry Frison 1936.  Malenka perplexa ingår i släktet Malenka och familjen kryssbäcksländor. Inga underarter finns listade i Catalogue of Life.